# Thomas Müller (skladatel)
Alfred Thomas Müller (* 12. ledna 1939 Lipsko) je německý hudební skladatel, dirigent a klavírista.

## Život
V letech 1957 až 1961 studoval hru na klavír u Clemenové, kompozici u Thilmanna a dirigování u Hintzena na Hochschule für Musik Carl Maria von Weber Dresden v Drážďanech.
V letech 1962 až 1965 byl korepetitorem Německé státní opery v Berlíně. Dále působil v divadlech v Halberstadtu, Stralsundu a Wittenbergu. Od roku 1969 do 1975 pracoval jako druhý kapelník v Landestheater Halle. V letech 1975 až 1977 byl hudebním vedoucím v Thomas-Müntzer-Theater Eisleben.
Na Akademie der Künste Berlin se pod vedením Wohlgemuta stal mistrem kompozice. 1978 až 1982 byl hudebním vedoucím v Theater der Jungen Garde Halle. Od 80. let 20. století pracuje převážně jako nezávislý skladatel a pianista. Stylově patří mezi následovníky Weberna, Scelsiho a Varèse.

## Ocenění
- 1961 – Cena Carla Marii von Webera
- 1988 – Händelova cena města Halle
- 1998 – Musik-Preis Sachsen-Anhalt

## Dílo (výběr)

### Orchestrální skladby a komorní hudba
- flares (1979/80)
- picture for orchestra (1983/84)
- Spuren (1986)
- Epiphanie (1993/94)
- Entasis II (2001)
- Scheidt-Adaptionen (1991)

### Sólové nástroje s doprovodem orchestru
- Konzert für Klavier und Kammerorchester (1984)

### Chór
- Motette (2003)

### Varhany
- credo quia absurdum (1991)

### Komorní hudba
- Streichquartett Nr. 1 (1973/74)
- Streichquartett Nr. 2 (1976/77)
- Konzentrationen (1981)
- Einblicke – Ausblicke (1982)
- Proteus (1985)
- Maqam (1987)
- Kalamos (1990)
- Drei Fragmente (1975/1993)
- Streichquartett Nr. 3 (1993)
- Ataraxia (1997/98)
- Entasis I (2000)
- Der Himmer berührt die Erde (2002)

### Sólové nástroje
- Profile (1978)
- Solo mit Händel (1986)
- Die Posaunen der sieben Engel (1987)
- Vibrationen (1987)
- tuba sola (1989)
- Anamesis (1990)
- Correspondance (1992)
- Calls (1992)
- Fatum (1995)
- Paian (1996)
- Vier Gesänge nach Rimbaud (1981)
- Altjapanische Gesänge (1995/96)
- Canticum cecebratio (1994)
- DEUTSCHLAND – Ein Wintermärchen (1995)
- Hommage a la Femme (2002)